# Investidura presidencial de Calvin Coolidge en 1923

Primera inauguración de Calvin Coolidge.

La investidura presidencial de Calvin Coolidge en 1923 tuvo lugar el 3 de agosto de 1923, después de que el Presidente, Warren G. Harding, muriese en California el 2 de agosto del mismo año. El Vicepresidente Coolidge estaba visitando a a su familia en Vermont, quienes no tenían electricidad ni teléfono, cuando recibió la noticia por un mensajero de que Harding había muerto. Coolidge se vistió, rezó y bajó las escaleras para recibir a los reporteros que se habían reunido ante su casa. Su padre, John Calvin Coolidge, Sr., un notario, hizo el juramento presidencial en la sala de estar de la familia con una luz de queroseno a las 2:47 de la mañana del 3 de agosto, y después se fueron a la cama. Después en el día, Coolidge volvió a Washington D. C. y fue jurado por el juez de la Corte Suprema del Distrito de Columbia, Adolph A. Hoehling, Jr., ya que había confusiones en que si un notario tenía la autoridad de hacer el juramento presidencial.